# Longue Marche 3C
La Longue Marche 3C (en chinois : 长征三号火箭C), également connue sous le nom de Chang Zheng 3C, CZ-3C et LM-3C, est un lanceur chinois. Il est lancé à partir du Centre spatial de Xichang. C'est une fusée composée de deux moteurs d'appoint liquide. Elle fait partie de la famille Longue Marche 3, et a été élaborée à partir de la fusée Longue Marche 3B. Ce lanceur a été conçu pour combler une lacune dans la charge utile entre les capacités de Longue Marche 3A et 3B. Il a effectué son premier vol le 25 avril 2008. La charge utile pour le premier lancement a été le satellite Tianlian-1. Depuis, le lanceur Longue Marche 3C a notamment lancé plusieurs satellites Compass (Beidou 2) et la sonde lunaire Chang'e 2.

## Caractéristiques techniques

### Les étages

#### Premier étage
- Moteurs-fusées : 4 × YF-21C
- Poussée : 182 t

#### Deuxième étage
- Moteur-fusée : YF-24E
- Poussée : 55 t

#### Troisième étage
- Moteurs-fusées: 2 × YF-75
- Poussée : 20,2 t

#### Accélérateurs
- Moteurs-fusées : 2 × YF-20B
- Poussée : 2 × 41 t

## Variante

### Longue Marche 3C/E
Une version améliorée, nommée Longue Marche 3C/E, a fait ses débuts lors du lancement de Chang'e 5-T1 le 23 octobre 2014. Le 30 mars 2015, l'étage supérieur Yuanzheng a été utilisé pour la première fois au sommet d'un lanceur Longue Marche 3C.

## Historique des lancements
| Numéro de vol | Date (UTC)             | Site de lancement | Version        | Charge utile  | Orbite | Résultat |
| ------------- | ---------------------- | ----------------- | -------------- | ------------- | ------ | -------- |
| 1             | 25 avril 2008 15:35    | Xichang           | 3C             | Tianlian I-01 | GTO    | Succès   |
| 2             | 14 avril 2009 16:16    | Xichang           | 3C             | Compass-G2    | GTO    | Succès   |
| 3             | 16 janvier 2010 16:12  | Xichang           | 3C             | Compass-G1    | GTO    | Succès   |
| 4             | 2 juin 2010 15:53      | Xichang           | 3C             | Compass-G3    | GTO    | Succès   |
| 5             | 1er octobre 2010 10:59 | Xichang           | 3C             | Chang'e 2     | LTO    | Succès   |
| 6             | 31 octobre 2010 16:26  | Xichang           | 3C             | Compass-G4    | GTO    | Succès   |
| 7             | 11 juillet 2011 15:41  | Xichang           | 3C             | Tianlian I-02 | GTO    | Succès   |
| 8             | 24 février 2012 16:12  | Xichang           | 3C             | Compass-G5    | GTO    | Succès   |
| 9             | 25 juillet 2012 15:43  | Xichang           | 3C             | Tianlian I-03 | GTO    | Succès   |
| 10            | 25 octobre 2012 15:33  | Xichang           | 3C             | Compass-G6    | GTO    | Succès   |
| 11            | 23 octobre 2014 18:00  | Xichang           | 3C/E           | Chang'e 5-T1  | LTO    | Succès   |
| 12            | 30 mars 2015 13:52     | Xichang           | 3C / Yuanzheng | BDS I1-S      | GSO    | Succès   |
| 13            | 1er février 2016 07:29 | Xichang           | 3C / Yuanzheng | BDS M3-S      | MEO    | Succès   |
| 14            | 12 juin 2016 15:30     | Xichang           | 3C/E           | Compass-G7    | GTO    | Succès   |
| 15            | 22 novembre 2016 15:24 | Xichang           | 3C/E           | Tianlian I-04 | GTO    | Succès   |
| 16            | 24 décembre 2018 16:53 | Xichang           | 3C/E           | TJSW-3        | GTO    | Succès   |
| 17            | 17 mai 2019 15:48      | Xichang           | 3C/E           | Compass-G8    | GTO    | Succès   |
| 18            | 6 juillet 2021 15:53   | Xichang           | 3C/E           | Tianlian I-05 | GTO    | Succès   |